# Edgar Babayan
Edgar Babayan (født 28. oktober 1995 i Berlin) er en armensk fodboldspiller, der spiller for Randers FC.

## Karriere

### Randers FC
Edgar Babayan begyndte at spille fodbold som 7-årig i Randers Freja. Her spillede han i hele sin ungdom, indtil det i februar 2014 blev meddelt, at han fra sommeren 2014 fik en professionel kontrakt og blev en del af den professionelle trup i Randers FC.

### Hobro IK
Den 27. januar 2017 blev det offentliggjort, at Edgar Babayan blev udlejet til Hobro IK for resten af 2016-17-sæsonen. Efter afslutningen af sæsonen, der betød oprykning for Hobro, skiftede han til klubben på en toårig kontrakt. Det følgende forår forlængede parterne kontrakten, så den løber til sommeren 2021.

### Landshold
Som ung spiller fik Babayan tilbud om at spille på armenske ungdomslandshold, men afslog, idet han håbede på at komme på danske landshold. Han opnåede en enkelt kamp på Danmark U/20, men senere blev han udtaget til Armeniens A-landshold, hvor han fik sin debut 29. maj 2018 i en venskabskamp mod Malta, hvor han blev skiftet ind efter 58 minutter.

## Privatliv
Edgar Babayan er født i Berlin af armenske forældre. Som toårig kom han til Danmark sammen med sine forældre, og familien har boet i Randers siden 1998.